# Тёрнер, Шелдон
Шелдон Тёрнер (англ. Sheldon Turner) — сценарист и продюсер. Он был сценаристом таких фильмов как «Всё или ничего», «Техасская резня бензопилой: Начало» (2006), «Мне бы в небо» (2009) и «Люди Икс: Первый класс» (2011).

## Награды
Сценарий фильма «Мне бы в небо» выиграл:
- Премия BAFTA за лучший адаптированный сценарий[1][2][3][4]
- Премия «Золотой глобус» за лучший сценарий[5][6][7]
- Премия Гильдии сценаристов США за лучший адаптированный сценарий[8][9][10][11]
- Премия Ассоциации кинокритиков Чикаго за лучший адаптированный сценарий[12][13]
- Премия Ассоциации кинокритиков Денвера за лучший адаптированный сценарий[14][15][16]
- Премия Ассоциации кинокритиков Флориды за лучший сценарий[17][18]
- Премия Ассоциации кинокритиков Хьюстона за лучший сценарий[17][18]
- Премия Ассоциации кинокритиков Индианы за лучший сценарий[19]
- Премия Ассоциации кинокритиков Канзаса за лучший сценарий[20][21]
- Премия Ассоциации кинокритиков Лос-Анджелеса за лучший сценарий[22][23]
- Премия Ассоциации кинокритиков Оклахомы за лучший адаптированный сценарий[24][25]